# Пут Цетиње—Његуши—Котор
Пут Цетиње—Његуши—Котор, познат у народу и као Которске канице први је колски пут направљен у Црној Гори. Званичан назив овог пута је Регионални пут Р-1. Дугачак је 36.3 км, а широк највећим делом 5 м.
Пут је пројектовао Јосип Шиловић Сладе, грађевински инжењер и архитекта из Трогира, који је у Црну Гору дошао на позив књаза Николе. Изградња пута започела је 1878. године, а завршена 1884. Пут се протеже ивицом Националног парка Ловћен и очуван је готово у целости у изворном облику. Најпознатији је по својих 25 оштрих кривина, односно серпентина (каница).
Данас пут Цетиње-Његуши-Котор представља туристичку атракцију Црне горе. Осим узбудљиве вожње на путу се налази и неколико видиковаца, са којих се пружа величанствен поглед на Бококоторски залив, један од најлепших залива на свету.

## Историја
Све до друге половине 19. века једина веза унутрашњости Црне Горе са морем био је стари пешачки пут који је са Његушког поља, преко превоја Крстац силазио низом серпентина у горњи део кањона реке Шкурде, а затим стрмо силазио до села Шпиљари и завршавао се на заравни Црногорски Пазар изван северних бедема Котора. Овим путем могло се ићи само пешке или на на коњима. Саграђен је током владавине Шћепана Малог и био је једна од најважнијих саобраћајница тадашње Црне Горе. Котор је за Црногорце тада био стратешка лука. У њему се налазио најзначајнији црногорски пазар, а за црногорске владаре и њихове госте то је био једини пут којим се из света долазило у Црну Гору.
Непосредно после признавања државности Црне Горе на Берлинском конгресу 1878. године интересовање за нову државу је нагло порасло. За многе је она била потпуна непознаница, па су почели да је посећују многи странци, међу којима је био велики број учених људи. Неки од њих су дошли и по позиву и њихов ангажман имао је значајног утицаја на развој Црне Горе, поготово оних сфера живота које су биле недовољно развијене или су се налазиле тек на свом почетку. Како је главни правац којим се из света долазило у Црну Гору водио преко Котора, јавила се потреба за савременим колским путем који би повезивао Котор и црногорску престоницу Цетиње. Зато је књаз Никола позвао познатог грађевинског инжињера и архитекту Јосипа Шиловића Сладеа (1828—1911), инжењера из Трогира, да својим знањем и умећем помогне у развоју путне инфраструктуре, као и у градњи других објеката у Црној Гори.
Сладе је у Црну Гору дошао 1877. и већ следеће године почела изградња прве деонице, путног правца Цетиње – Његуши – аустријска граница изнад Котора. Ова деоница завршена је 1881. године. Исте године Аустрија је започела изградњу друге деонице, путног правца Котор – аустријска граница. За пројектанта и извођача радова је такође постављен Јосип Шиловић Сладе. Ова деоница са познатих 25 серпентина завршена је 1884. године, чиме је завршена и изградња првог колског пута у Црној Гори.

## Изглед пута
Траса овог пута савладава успона уз падине Ловћена од 1 до скоро 1000 метара надморске висине. Овако велики успон савладан је уз помоћ 25 серпентина од 180º (познатих као канице), од којих ни једна не прелази стрмину већу од 8%. По изградњи ширина пута је била максимално 5 метара, што је било довољно за мимоилажење кола и првих аутомобила. Пут је осигуран каменим колобранима и зиданим парапетима (банкинама). Саграђено је и неколико мањих мостова преко повремених бујичних токова. На 13. серпентини саграђена је такозвана „Аустријска кућа“, односно жандармеријска и финансијска караула на граници.
Одмах после изградње прве деонице пута надомак Његуша почела је да ради кафана "Код Пера", један од првих угоститељских објеката у Црној Гори. Кафана постоји и данас, а позната је и ван граница Црне Горе.
У новије време пут је асфалтиран, на појединим местима направљена су проширења ради лакшег мимоилажења, али је у основи остао скоро идентичан првој изграђеној варијанти, посебно деоница од Котора до некадашње границе.

### Траса пута
Завршетком главног цетињског булевара, код некада познате фабрике Обод, пут се сужава и пролази кроз густо насељен крај Бајице. Одмах изнад Бајица се, са неколико узастопних кривина, пење савладавајући падине брда Љут. Уз константан успон пролази кроз насеље Дубовик које се налази на висини од око 930 м надморске висине. Иза Дубовика пролази кроз насеље Чекање, на око 1000 м надморске висине, где се налази раскрсница на којој се са десне стране одваја пут за Чево и Грахово. Убрзо после Чекања пут долази до планинског превоја на ком се налази највиша тачка и почиње да се спушта ка Његушима, односно Буковику. Непосредно пре превоја Крстац са леве стране одваја се пут за Иванова корита. Даље се пут преко превоја Крстац спушта низ падине Ловћена према Котору преко чувених 25 серпентина (каница). На делу пута после раскрснице Тројица савија се у последње три серпентине у облику слова "М". Завршава се у которском насељу Шкаљари.

### Романтична прича о деоници у облику слова "М"
На делу пута од Котора до раскрснице Тројица пут се савија у три серпентине, формирајући мајускуларно слово М. Уз градњу овог дела дела пута везана је једна измишљена романтична љубавна прича. Наводно је млади инжењер Јосип Шиловић Сладе овим пројектом желео да изрази своју приврженост и тајну љубав према црногорској кнегињи Милени.
- Поглед на Которски залив са једног од видиковаца
- Поглед на Которски залив ноћу
- Поглед на Тиватски залив са једног од видиковаца
- Поглед на Тиватски залив ноћу

## Реконструкција деонице Цетиње—Његуши
Године 2018. завршена је реконструкција деонице Цетиње—Његуши, од краја булевара на Цетињу до раскрснице Котор – Ловћен. Укупна дужина реконструисане деонице од 19,5 км скраћена је на 16 км. Постојећи пут је на неким деловима био ширине 4—4,5 м, са доста оштрих кривина и серпентина. Нови пут је широк скоро 7 м, са проширењима на кривинама. Приликом пројектовања реконструкције настојало се да се задржати траса постојећег пута колико су дозвољавали теренски услови. Због изузетно неповољне геометрије постојећег пута на одређеним потезима је траса измештена како би се задовољили минимално прописани технички елементи. После скретања за насеља Чево и Грахово, на самом превоју, пројектован је тунел дужине око 490 м, чиме је траса скраћена за 3,5 км и избегнуте су четири серпентине и пар оштрих кривина.
Реконструкција ове деонице била је неопходна у циљу побољшања путне инфраструктуре и безбедности саобраћаја, обзиром да се ради о регионалном путу на коме саобраћа велики број туристичких аутобуса.